# Île Saint-Gildas
Pour les articles homonymes, voir Saint-Gildas (homonymie).
L'île Saint-Gildas (Gweltaz en breton) est une île des Côtes-d'Armor, située dans un archipel appelé communément îles de Buguélès, dont elle forme la plus grande des îles. 
Elle se trouve au large du village de Port-Blanc, appartenant à la commune de Penvénan, dans le pays historique du Trégor, en Bretagne.

## Géographie
Sa superficie est d'environ 28 ha. Elle marque, avec l'île du Château-Neuf et l'île des Femmes, l'entrée du chenal de Port-Blanc.
Elle possède aussi un amer, un édicule en pierre blanche (Karreg an Tour Gwenn) de deux mètres de hauteur édifié à la fin du XIXe siècle.

## Histoire
L'île fut achetée en 1922 par Alexis Carrel (Prix Nobel de médecine mais aussi médecin eugéniste et raciste qui dirigea sous le régime de Vichy un organisme de recherche sur la pureté raciale). Après sa mort en 1944 et selon ses volontés, une petite communauté de religieux s'y installa en 1954 et jusqu'à l'année 1969,. Elle appartient aujourd'hui à un industriel belge.
L'accès y est interdit, sauf le jour du « Pardon aux chevaux » où une messe est célébrée dans la chapelle Saint-Gildas datant du XIe siècle,. 
Ce pardon a été décrit par Anatole Le Braz à la fin du XIXe siècle :

« Par les chemins raboteux qui mènent à la grève, se précipitant au galop, des hordes de juments et d'étalons montés par des paysans à demi-nus. Ni bride, ni selle, un simple licol. L'homme en bras de chemise, le pantalon de berlingue retroussé jusqu'aux cuisses, avait les bras noués autour du cou de la bête ou se campronnait à sa crinière. Il en débouchait de toutes parts. C'est sur le bord de la plage qu'ils se rangèrent, l'eau n'étant pas encore assez basse pour passer. Les bêtes piaffaient, hennissaient. Les hommes chantaient ou s'interpellaient bruyamment, avec de farouches éclats de voix ou, dans leur impatience, insultaient la mer. Dès que l'eau fut guéable, ils s'élancèrent. J'eus sous les yeux, de la hauteur où j'étais assis, le spectacle d'une extraordinaire fantasia bretonne. »

Le pardon aux chevaux sur l’Ile St Gildas le 09 juin 2024
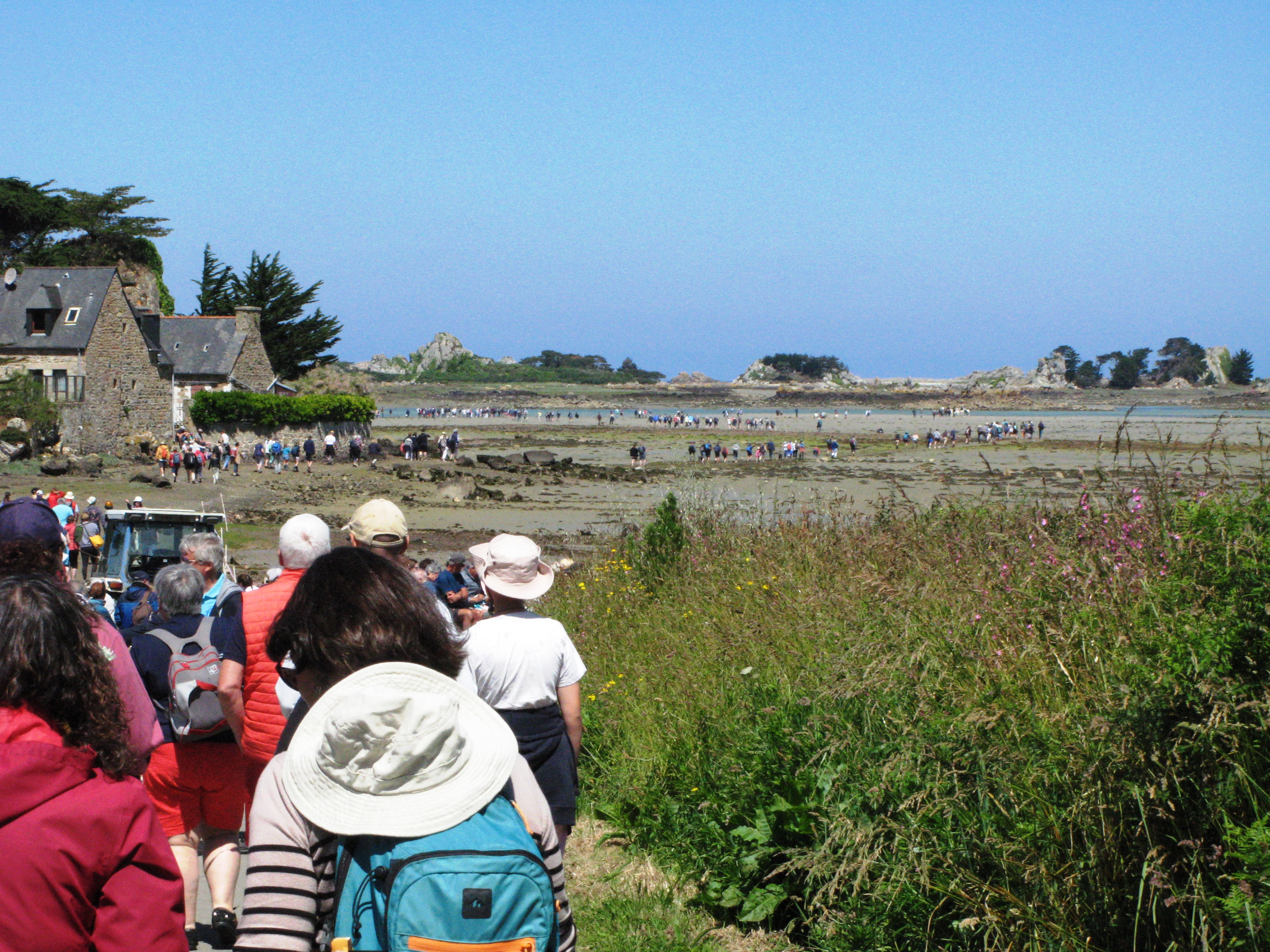
Départ vers l'Ile St Gildas, depuis Bugéles, à pied ou parfois dans une remorque.
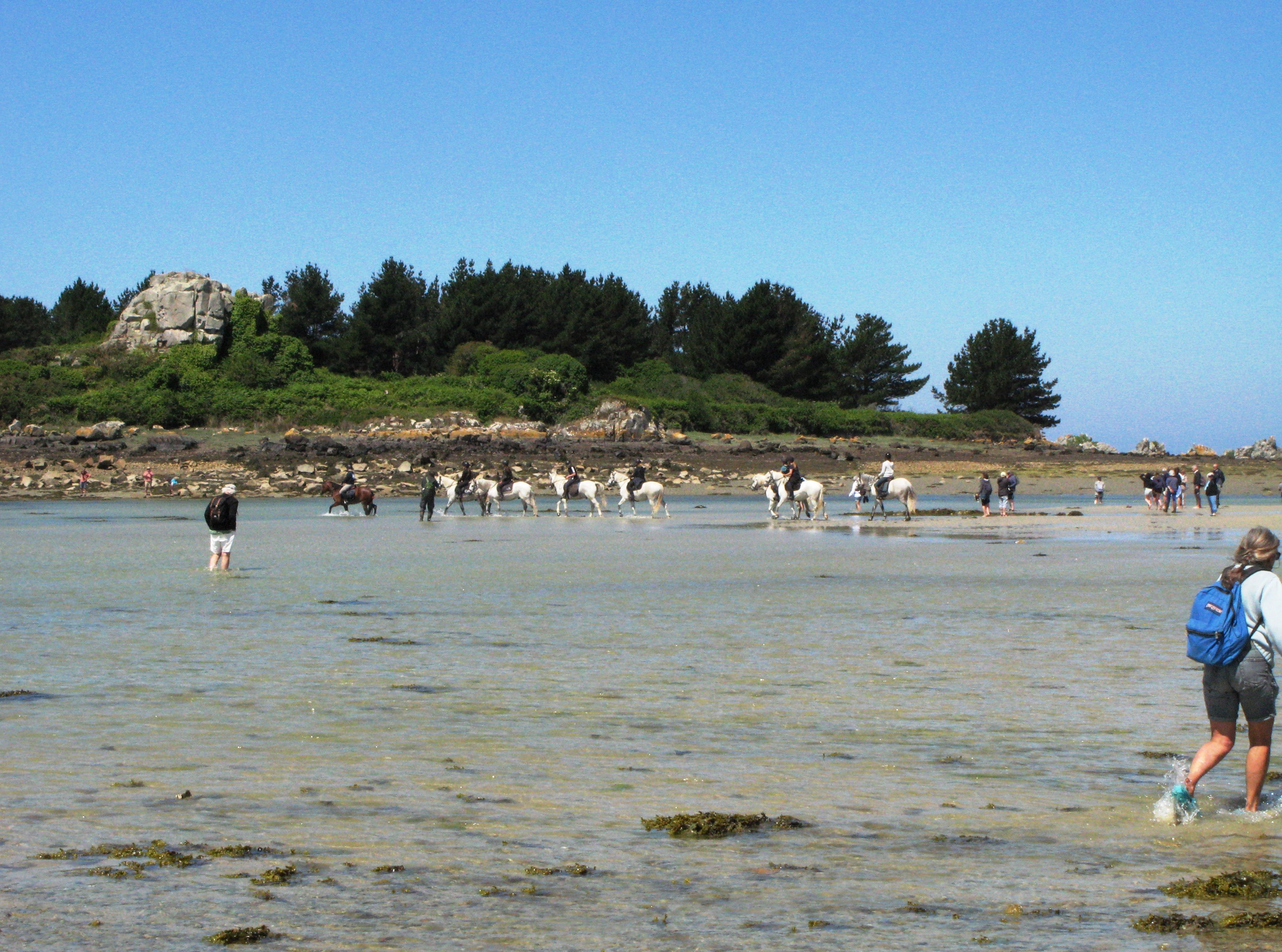
Un groupe de chevaux fait la traversée du bras de mer qui subsiste à marée basse.
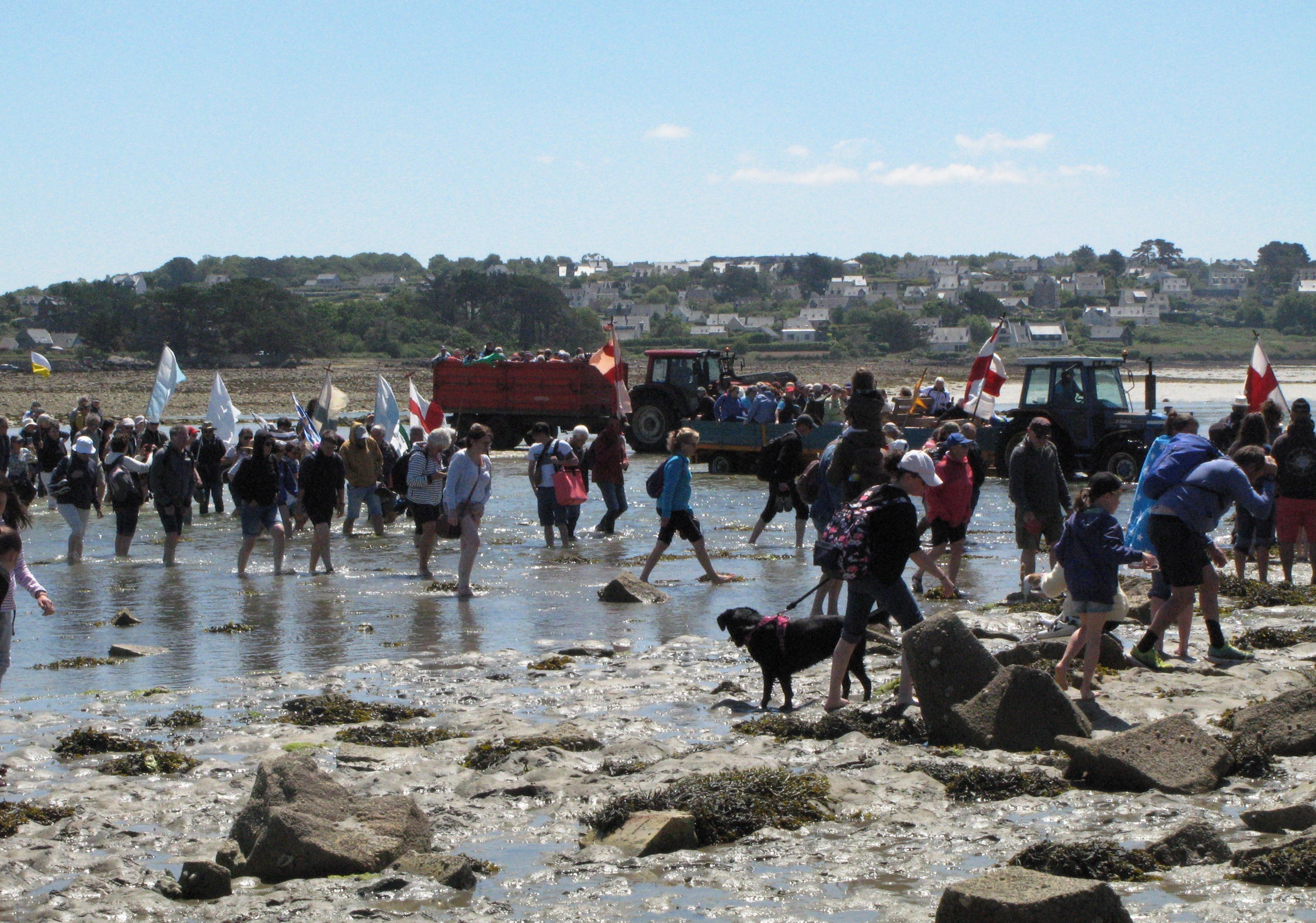
Les pèlerins et randonneurs utilisent la seule possibilité d'aller sur l'île dans l'année.
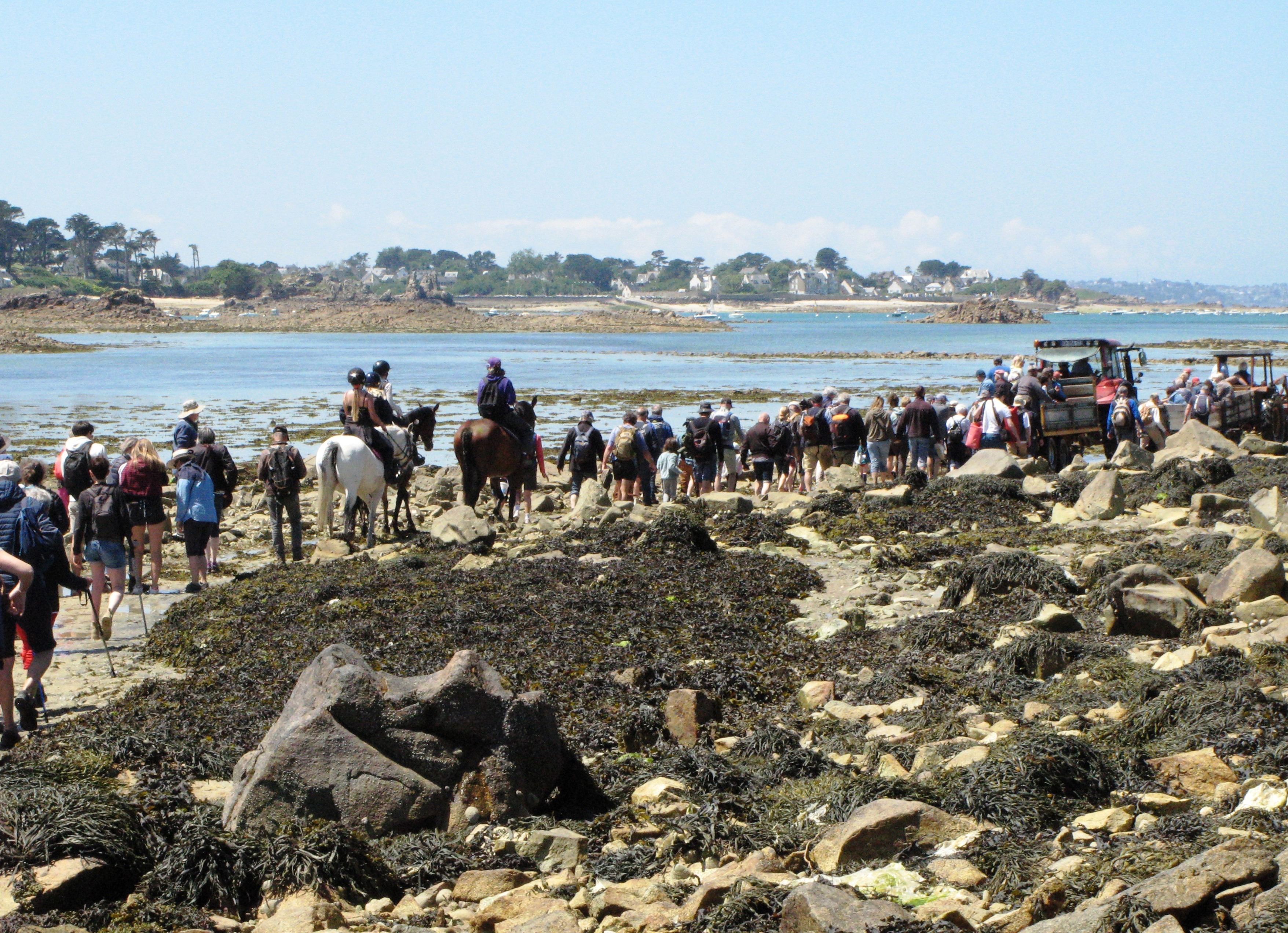
Après la traversée, il  reste un bout de chemin pour accéder à l’Ile Saint-Gildas.
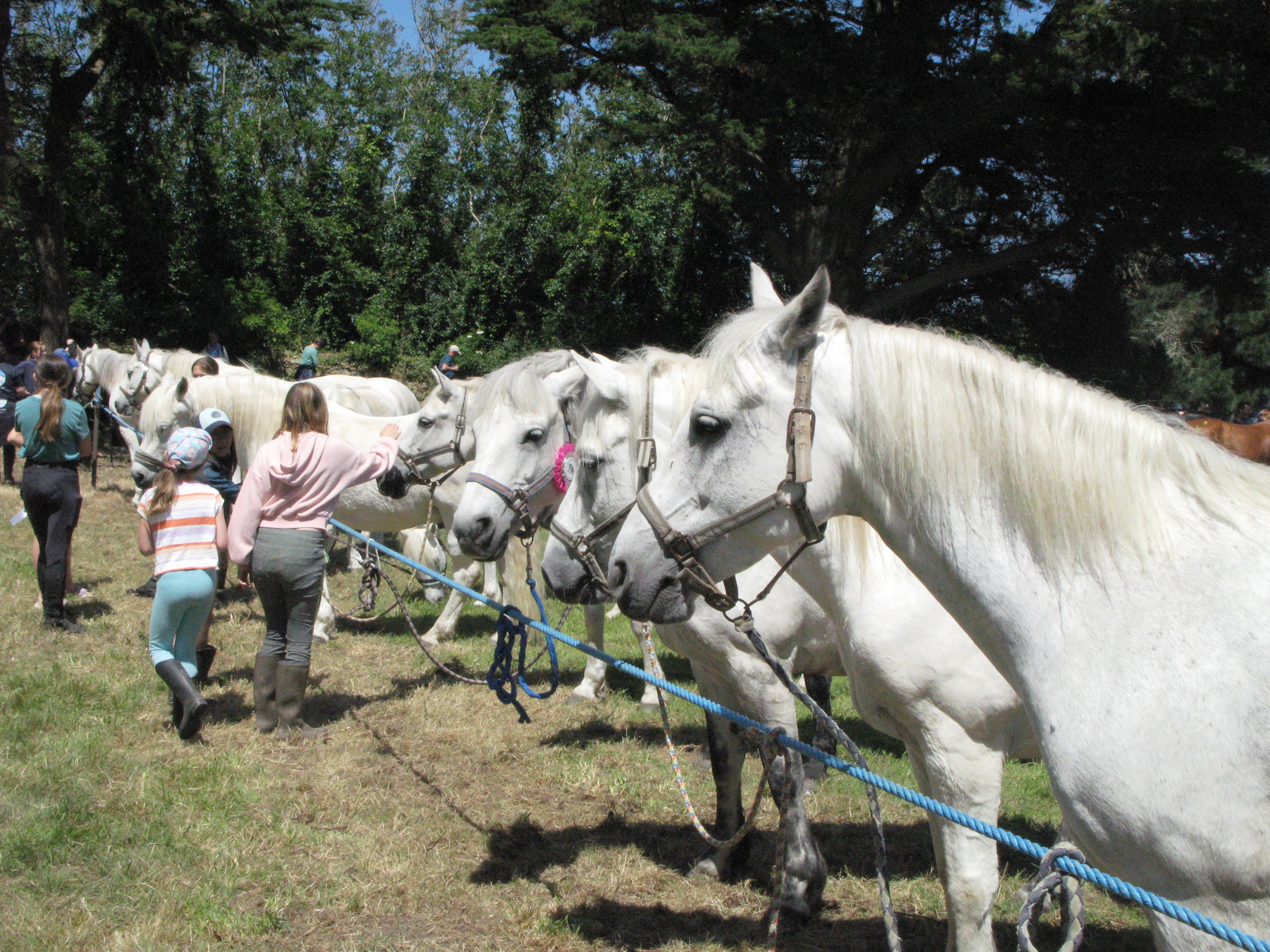
A l’arrivée, les chevaux sont placés dans un champ.

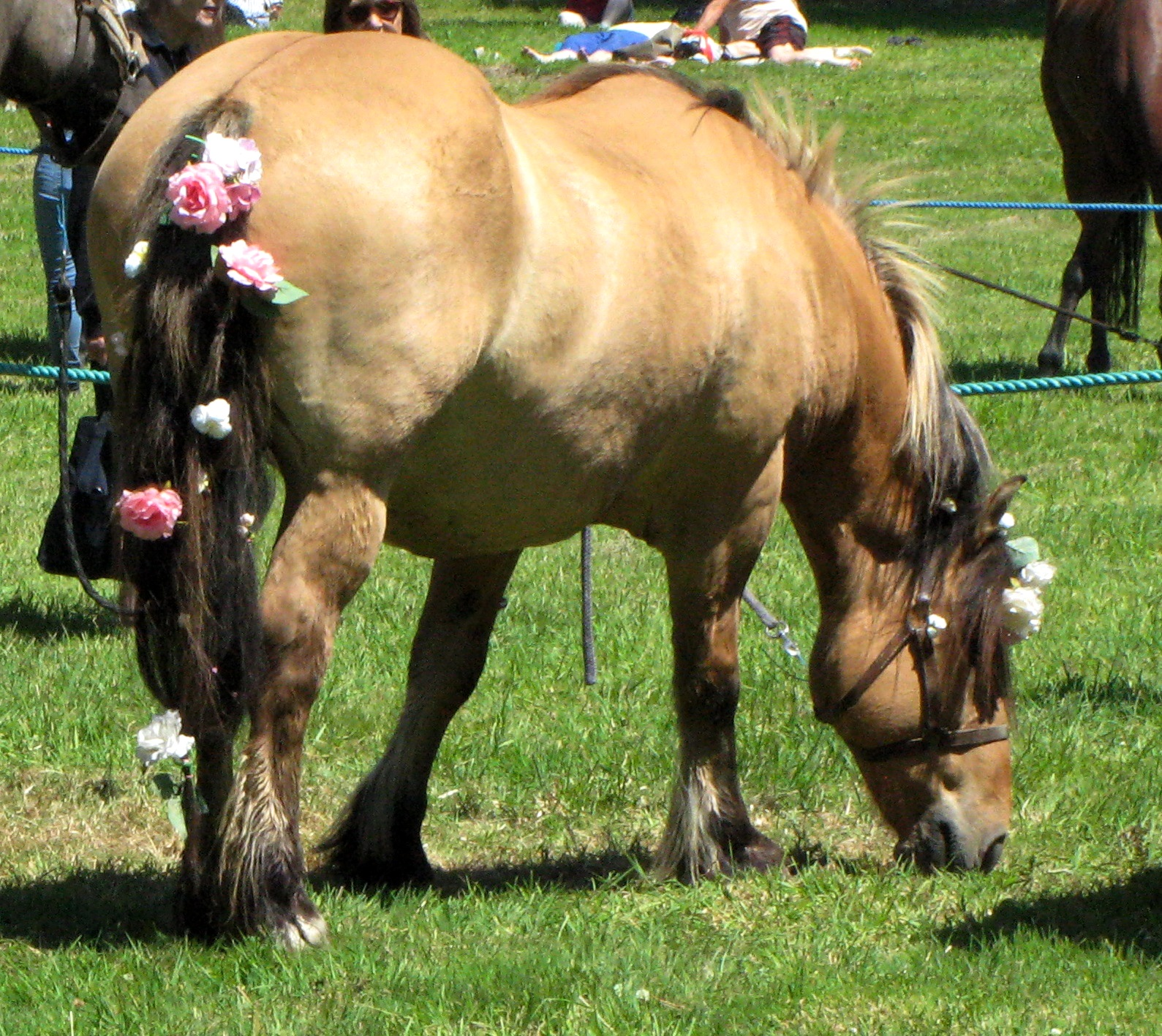
Quelques-uns de ces chevaux ont été mis en valeur.
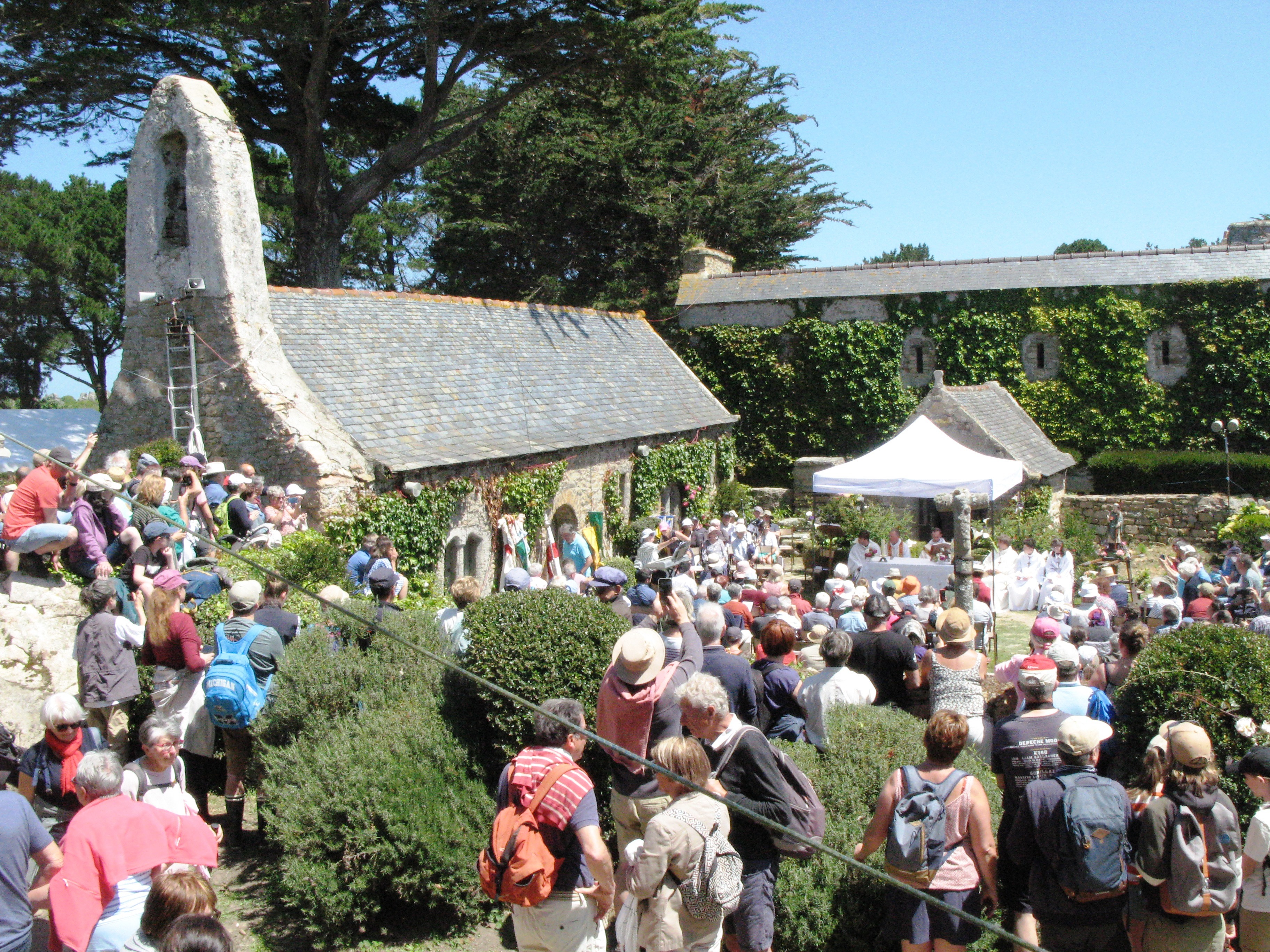
Un office religieux se déroule près de la chapelle.
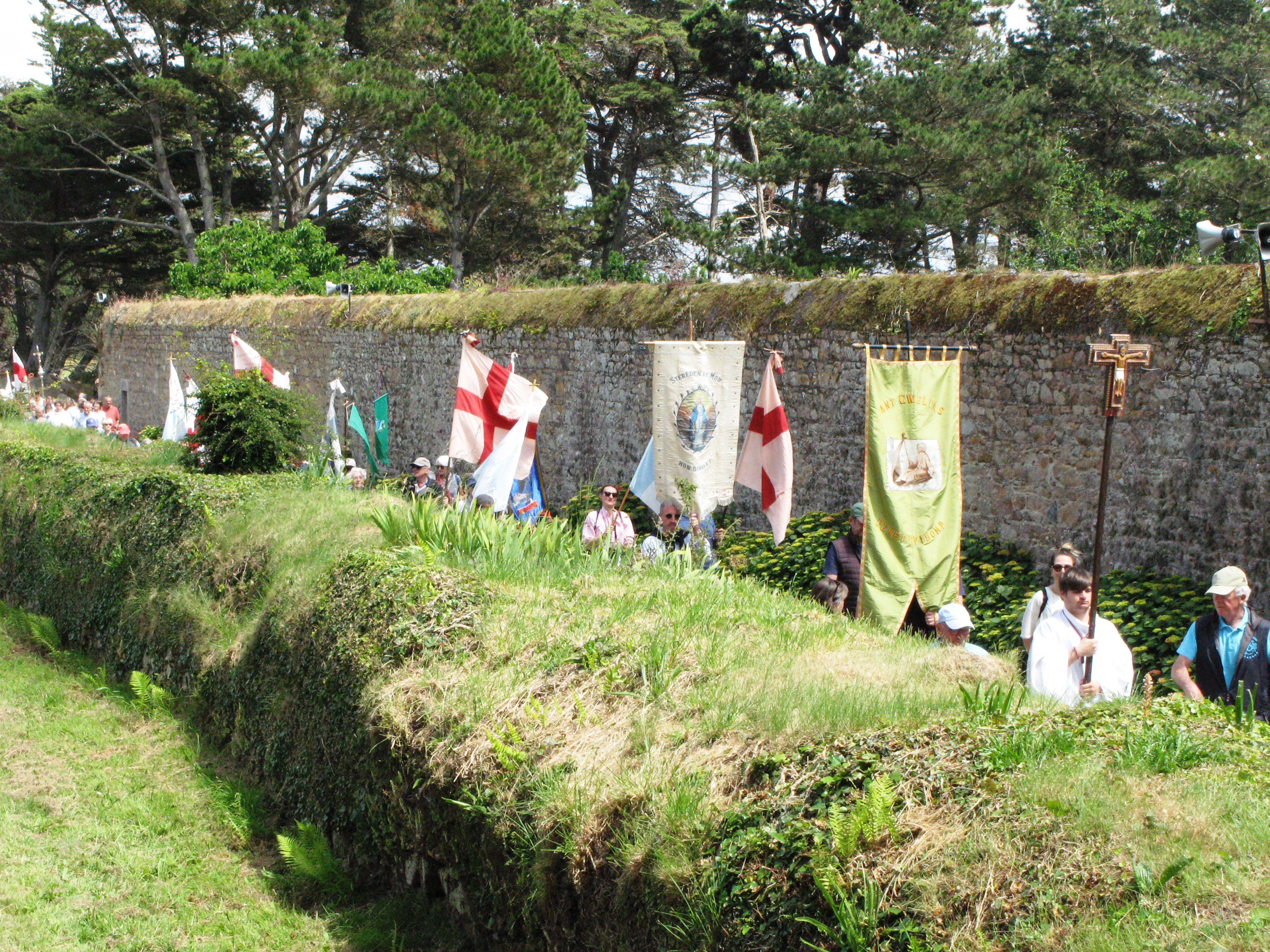
Ensuite, une procession parcourt quelques centaines de mètres.
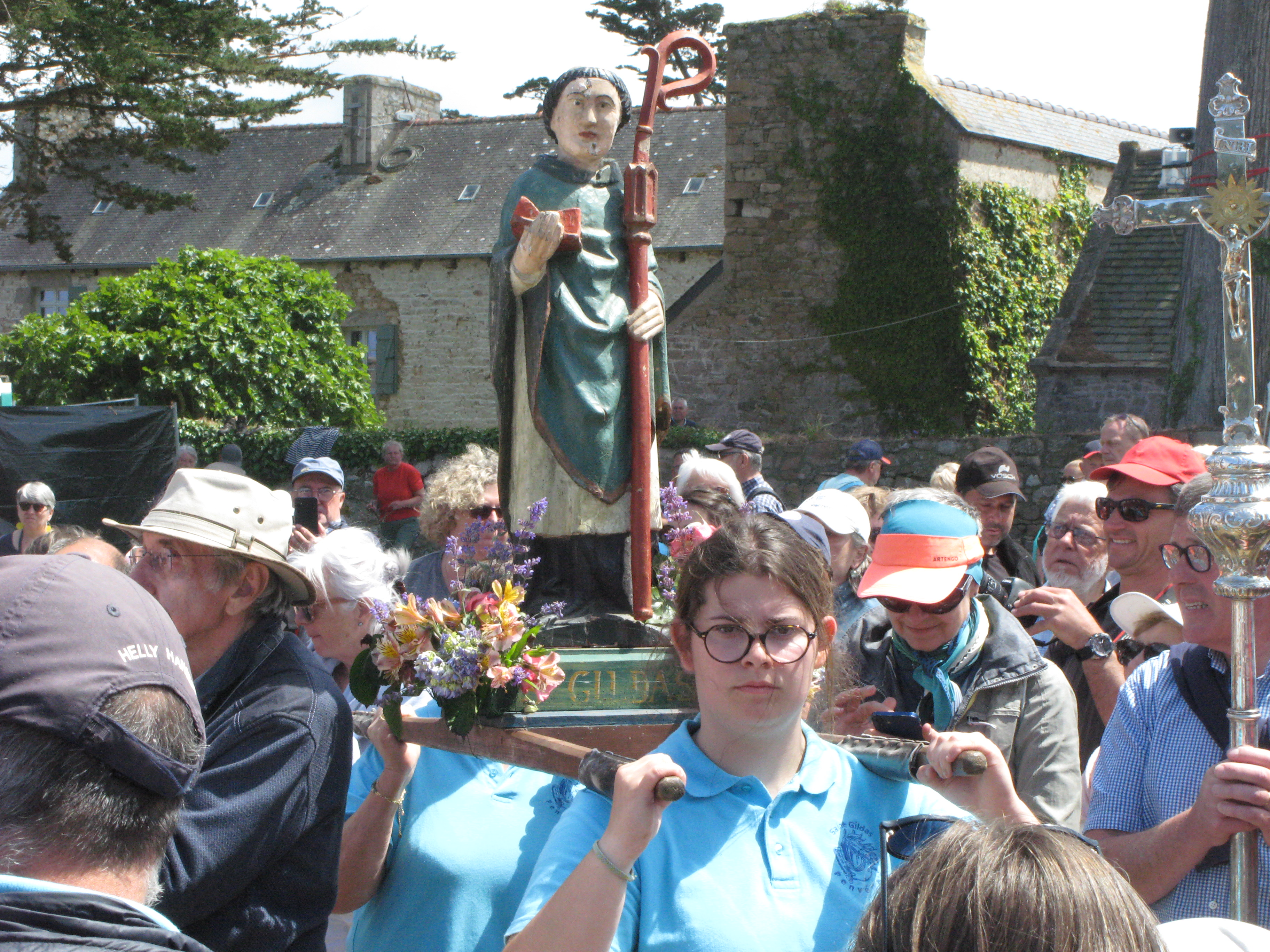
La statue de St Gidas est portée durant la procession.
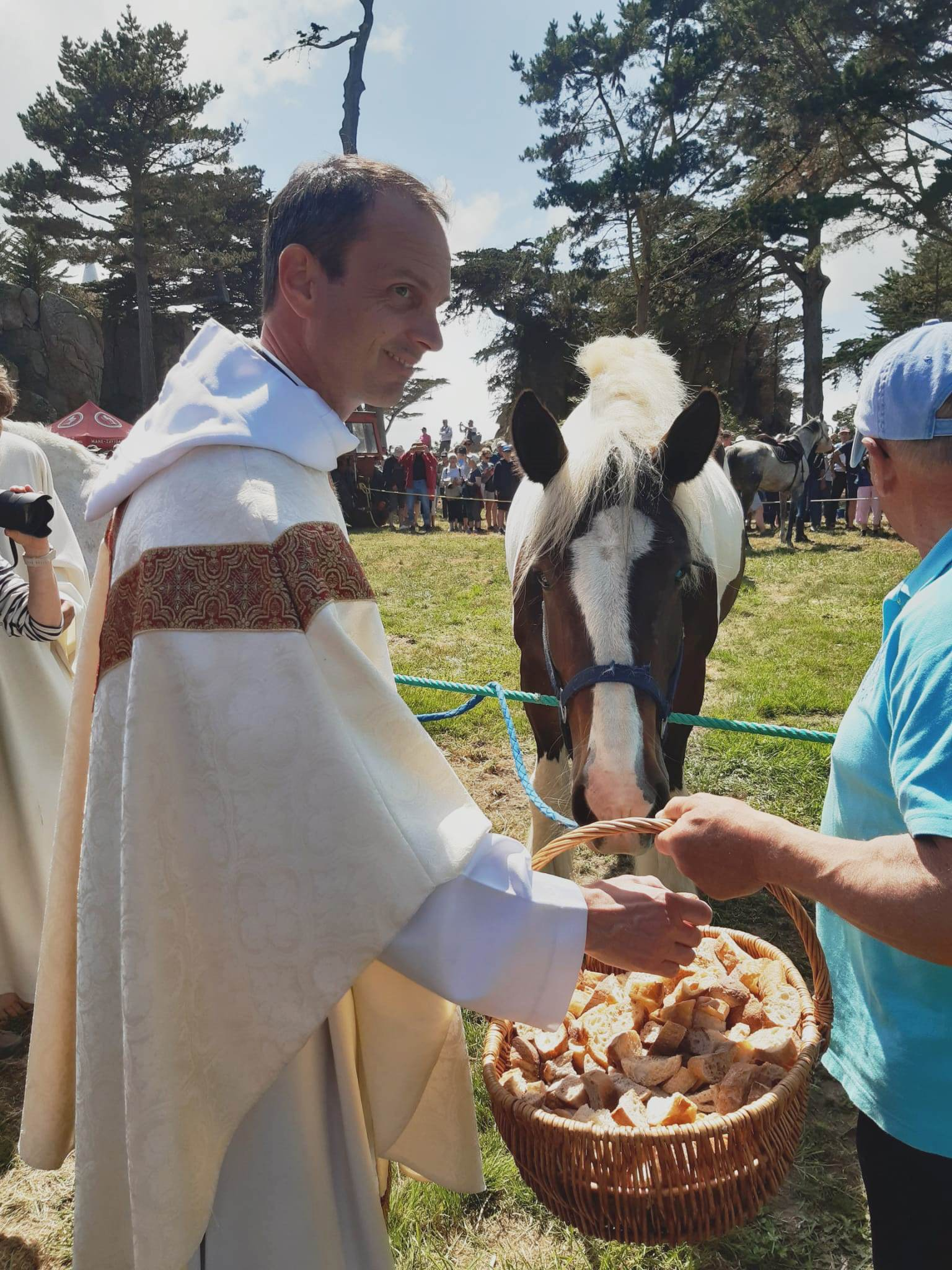
En final, du pain est béni et porté aux chevaux.

On y trouve aussi l'oratoire Saint-Roch, daté du XIXe siècle, où est inhumé Alexis Carrel et un puits construit en moellon de granite.
Une ancienne pêcherie, dans l'étang de l'île de deux hectares, est toujours visible ; sa digue a été restaurée au XXe siècle.
Un monument à la mémoire de Charles Lindbergh s'y trouve ; le célèbre aviateur, ami de Carrel, vécut sur l'une des îles adjacentes, l'île Illiec.

### Notices
- Ressource relative à l'architecture :   - Mérimée

### Études
- Thierry Hamon, Histoire de l'île Saint-Gildas et de son Pardon, Société d'émulation des Côtes-d'Armor, no 139, 2011 [lire en ligne]